# Аль-Агед
«Аль-Агед» (араб. نادي العهد الرياضي) — ліванський футбольний клуб з міста Бейрут, який виступає у Прем'єр-лізі Лівану. Заснований в 1966 році. Домашні матчі проводить на стадіоні «Муніципальний», що вміщає 18 000 глядачів.

## Історія
У 2005 році футболісти «Аль-Агеда» дійшли до чвертьфіналу Кубка АФК 2005.
У 2008 році клуб вперше в своїй історії став чемпіоном Лівану з футболу. В подальшому команда стала одним з лідерів, вигравши чемпіонати і в 2010, 2011, 2015, 2017 та 2018 роках. Також клуб встановив рекордну серію з 44 матчів без поразок у Ліванській футбольній лізі з 26 жовтня 2008 року по 6 листопада 2010 року, яка тривала більше 2 років.

## Досягнення
- Чемпіонат Лівану: 9

Чемпіон: 2008, 2010, 2011, 2015, 2017, 2018, 2019, 2022, 2023
- Кубок Лівану: 6

Володар: 2004, 2005, 2009, 2011, 2018, 2019
- Кубок федерації Лівану : 1

Володар: 2004
- Елітний Кубок Лівану: 6

Володар: 2008, 2010, 2011, 2013, 2015, 2022
- Суперкубок Лівану : 8

Володар: 2005, 2008, 2010, 2011, 2015, 2017, 2018, 2019
- Кубок АФК : 1

Володар: 2019